# Campionati europei di skeleton 1985
I Campionati europei di skeleton 1985, quinta edizione della manifestazione organizzata dalla Federazione Internazionale di Bob e Skeleton, si sono tenuti a Sarajevo, nell'allora Jugoslavia, sulla Olimpijska staza za bob i sankanje Trebević, il tracciato sul quale si svolsero le competizioni del bob e dello slittino ai Giochi di Sarajevo 1984. La capitale della Bosnia-Erzegovina ha quindi ospitato le competizioni europee per la prima volta nel singolo maschile.

## Risultati

### Skeleton uomini
| Pos. | Atleti        | Nazione  |
| ---- | ------------- | -------- |
|      | Nico Baracchi | Svizzera |
|      | Andi Schmid   | Austria  |
|      | Urs Vescoli   | Svizzera |

## Medagliere
| Pos.   | Paese    | Oro | Argento | Bronzo | Totale |
| ------ | -------- | --- | ------- | ------ | ------ |
| 1      | Svizzera | 1   | 0       | 1      | 2      |
| 2      | Austria  | 0   | 1       | 0      | 1      |
| Totale | Totale   | 1   | 1       | 1      | 3      |